# Mainz-Oberstadt
Oberstadt est un quartier (Ortsbezirk) de Mayence, capitale du Land de Rhénanie-Palatinat. Le quartier a été créé en 1989 lors de la division de l'ancien centre-ville (Innenstadt) entre Oberstadt, Neustadt, Altstadt et Hartenberg-Münchfeld.

## Géographie
Il comprend principalement les parties de Mayence qui correspondent aux développements de la ville vers le sud et le sud-ouest, au début du XXe siècle. Une bonne partie du quartier s'étend à l'emplacement des anciennes fortifications, détruites au début du XXe siècle et correspond à la Grüngürtel (ceinture verte) ; c'est Friedrich Pützer qui a supervisé cette expansion de la ville d'après des projets datant de 1908. Le nouveau quartier est plus résidentiel que celui de Neustadt (premier développement vers le nord-ouest dans les années 1870) : l'habitat y est moins resserré, chaque bâtiment jouissant d'un jardin tout autour. Pendant la seconde Guerre mondiale, le quartier a subi moins de dégâts que ceux de Altstadt ou Neustadt, de sorte qu'on peut y voir des bâtiments correspondant réellement au style du début du XXe siècle.

### Limites du quartier

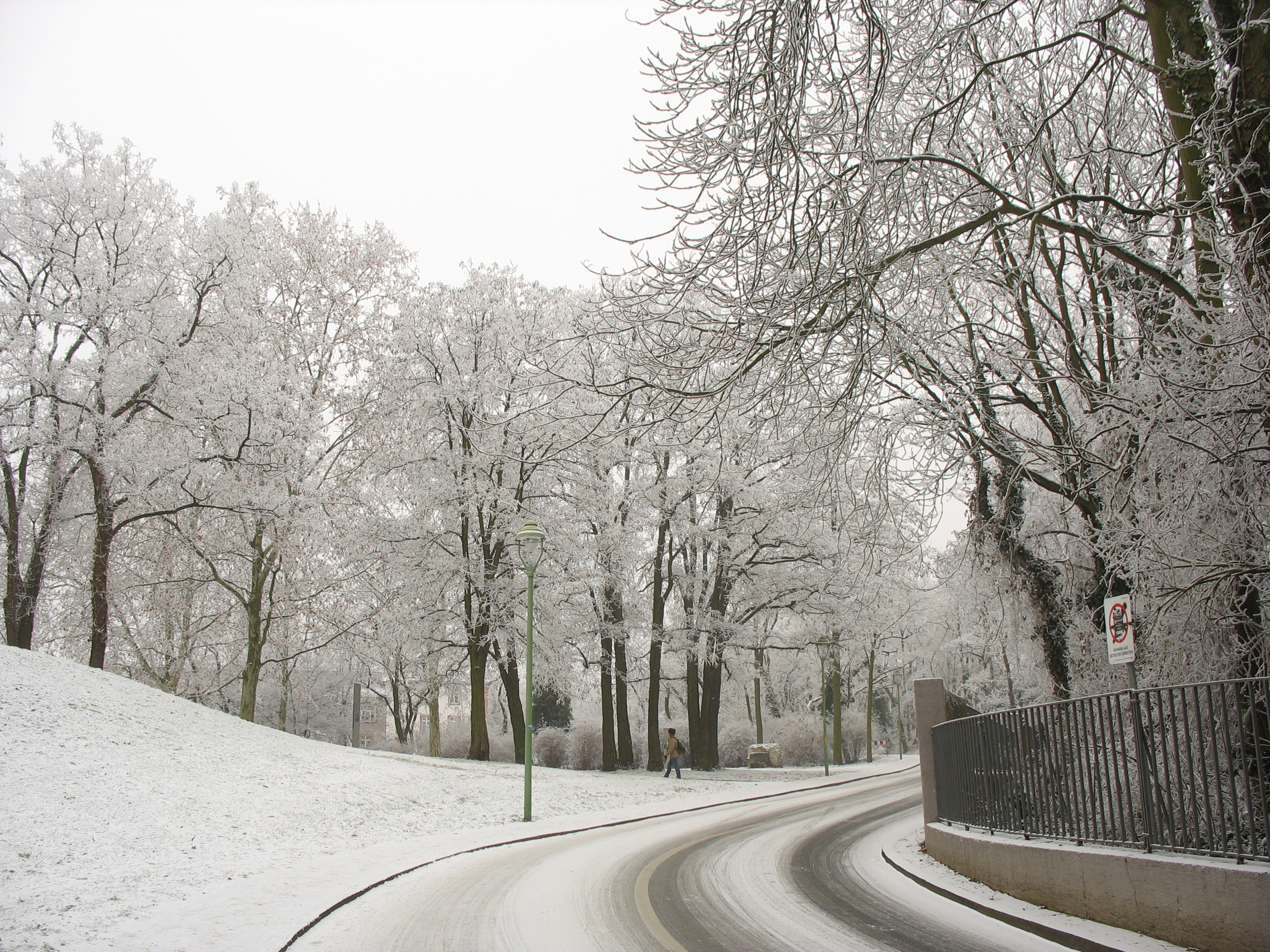
Eisgrubweg

Le point le plus septentrional est la Alicenplatz, qui sépare Neustadt au nord-ouest, Altstadt au nord-est et Oberstadt au sud. La limite suit Alicenstraße de là vers le sud sud-est ; à l'ouest, on remarque la voie ferrée qui mène aux deux tunnels ferroviaires de Mayence (de). À l'est s'étend la vieille ville (Altstadt). Le long de Terrassenstraße on insiste vers le sud-est ; à droite, le regard s'étend jusqu'au Kästrich (de), à gauche sur Altstadt. La limite prolonge alors Drususstraße vers le nord est, puis reprend la direction de l'est entre Mathildenstraße et Breidenbacherstraße, avant de redescendre vers le sud à travers un pâté de maisons, avec la Gaustraße à l'est qui dépend d'Altstadt, et la Mathildenstraße à l'ouest. À Gautor (de) la limite suit de nouveau la rue vers l'est le long d’Eisgrubweg (de) avec Altstadt au nord. Le tracé passe au-dessus de la voie ferrée dans la Citadelle puis suit la ligne de chemin de fer jusqu'au Rhin, jusqu'à rencontrer le quartier de Mainz-Weisenau.
Longeant l'auberge de jeunesse, et suivant la bordure orientale du jardin public, elle suit Otto-Brunfels-Schneise et Am Viktorstift jusqu'à Göttelmannstraße. Ensuite, la limite suit un sentier en direction du sud ouest jusqu'à Bretzenheimer Weg, qu'elle emprunte en direction de l'ouest, entre Weisenau à gauche et l'école catholique Theresianum (en) à droite. Arrivé sur Hechtsheimer Straße on descend plein sud, jusqu'à la limite de Mainz-Hechtsheim au niveau du parking d'IBM, où on oblique à gauche, plein ouest. Passant entre diverses propriétés techniques, elle rejoint Karcher-Weg qu'elle prolonge vers le sud, jusqu'à Emy-Roeder-Straße où l'on oblique à gauche plein ouest, passant devant l'Académie des sciences et des lettres, avant de traverser Geschwister-Scholl-Straße et de rejoindre la Generaloberst-Beck-Straße, puis de suivre la Kurmainz Kaserne jusqu'au bord des champs. On remonte vers le nord est le long du Dampfbahnweg, laissant sur la gauche le Wildgraben et Bretzenheim. Passant derrière les immeubles de la cité Berliner, la limite s'oriente au nord ouest et suit Schaftriebweg (à droite le regard s'étend jusqu'à Rodelberg). On traverse ensuite la Pariser Straße (de) à quelques mètres au sud-est d'un passage surélevé. Ensuite, toujours le long du Schaftriebweg, on longe du côté d'Oberstadt une partie sud ouest du quartier Silésie (Schlesisch). On oblique vers le sud jusqu'au Wildgraben, et on le suit un peu vers l'ouest ; au moment où le Wildgraben s'incurve vers le nord dans une canalisation, la limite s'oriente au sud pour rejoindre la rue Am Wildgraben. À l'emplacement de l'ancien Zahlbach, on suit Lanzelhohl vers l'ouest puis An der Schanze vers le nord, et de nouveau vers l'ouest Backhaushohl. Au voisinage de l'ancien aqueduc romain, la limite se dirige vers l'Université, et au bord sud de celle-ci (Institut du Sport et Jardin botanique) elle emprunte la Dalheimer Weg vers l'ouest jusqu'à la Koblenzer Straße. Elle la suit vers le nord jusqu'à la Saarstraße qui s'enfonce plein est dans la ville et sépare Oberstadt de Mainz-Hartenberg-Münchfeld. En suivant la Saarstraße, on longe le cimetière principal (Hauptfriedhof) jusqu'à l'Agence pour l'emploi (Agentur für Arbeit), puis le long de Binger Straße vers le nord est, on retrouve Alicenplatz.

### Quartiers d'Oberstadt
L'ouest d'Oberstadt est occupé par l'Université Gutenberg.
Partant de là vers l'est, le quartier en forme de ruban occupe le côté gauche de la vallée du Zaybach, avec le cimetière principal au nord, le cimetière juif à son extrémité sud, et encore au sud les restes de l'aqueduc romain (Attach ou Aquädukt ou Römersteine), avec au milieu la clinique Hildegardis-Krankenhaus. Cette partie de la vallée du Zaybach aux pentes fort inclinées correspond à la partie nord de l'ancien lieu-dit Zahlbach (de), incorporé à Mayence depuis 1804.
Le côté droit de la vallée du Zaybach s'étend jusqu'à l'ancien camp de la légion romaine. Au nord s'étend le quartier résidentiel sur la Lisenberg, à l'emplacement des fortifications datant de l'expansion de la ville (là où ont été retrouvées les traces d'implantation de l'époque paléolithique); au sud se trouve le Centre hospitalier uninversitaire (de) ; encore au sud se trouve le quartier Silésie, construit en 1933-34 comme quartier d'entraînement au front (Frontkämpfersiedlung) et élargi après la deuxième guerre mondiale pour fournir des logements au personnel et aux enseignants de l'Université nouvellement fondée.
Depuis la Linsenberg jusqu'à la Citadelle s'étend la muraille romaine appelée muraille de Drusus qui traverse Oberstadt d'ouest en est. Au nord de cette muraille se trouve le Kästrich (de), dont le sud comprend la Pulverturm (de) et la porte Gautor (de). Ici commence la Cité Fichteplatz (de) qui s'étend vers le sud est : un projet monumental d'après la première guerre mondiale prévu pour un millier d'habitants ; les plans reprennent des idées de Friedrich Pützer d'avant la première guerre, et sont de la responsabilité du conseiller en urbanisme Fritz Luft. Les divers immeubles, réalisés par différents architectes, ont suivi l'esprit de la Nouvelle Objectivité. Plus au sud, se trouve le Lycée Gutenberg et le club sportif Mainzer Turnverein von 1817 (de) (deuxième club sportif le plus ancien d'Allemagne), et enfin la Rodelberg, montagne artificielle résultant du percement des tunnels ferroviaires de Mayence (de) en 1932–1934, aujourd'hui habitée.
Le creux qui résulte de la percée des tunnels ferroviaires et qui se prolonge dans la liaison entre la gare centrale et la gare du théâtre antique, à l'est de Gautor, constitue le nord d'Oberstadt. Au sud de quoi, de l'autre côté du mur de Drusus, se trouve la cité Fort Elisabeth : construite entre 1954 et 1958, c'est un exemple caractéristique de l'architecture urbaine moderne. les immeubles y ont des formes diverses : en étoile, en cercle, en trapèze (l'ancien bâtiment administratif de la Westbauträger GmbH). Pa rapport à la reconstruction d'après-guerre, souvent décriée comme anarchique, cet ensemble est souvent présenté comme une réussite architecturale.
À l'est de cet ensemble, se trouvent les hôpitaux Vincenz-Krankenhaus et Elisabeth-Krankenhaus, puis vers le sud, l'État-major du district militaire II (autrefois IV) de la Bundeswehr, et la Rodelberg. À l'est de la caserne se trouve la cité Friedrich Ebert, bâtie entre 1928 et 1930, entre autres à l'initiative de l'ancien bourgmestre Franz Stein. Au sud de la Rodelberg, c'est la cité Berliner, datant du début des années 1960, et correspondant au projet de Ernst May, appelé ainsi à cause du fameux Mur de Berlin.
En se tournant vers le nord, on jouit d'un beau panorama sur la vieille ville depuis la citadelle. Au sud de la citadelle se trouve la ceinture verte (Grüngürtel) à l'emplacement de la Linsenberg et du mur romain ou de drusus, qui s'achève au sud d'Oberstadt par un petit jardin public. À l'est de la citadelle se trouve aussi le parc public, là où se trouvait l'ancien château de la Favorite, qui jouxte aussi la ceinture verte, comme c'est le cas de l'ensemble d'habitations Ketteler qui s'étend au sud, construit entre 1923 et 1933 à l'initiative de l'association catholique Ketteler-Bauverein, ainsi que du Volkspark encore plus à l'est.

## Administration
L'hôtel de ville se situe Gleiwitzer Straße 2
Au conseil de quartier (Ortsbeirat) huit partis sont représentés, à la suite des élections de 2024.
| Parti            | Grüne | CDU | SPD | LINKE | ÖDP | AfD | FW | FDP |
| Nombre de sièges | 4     | 2   | 2   | 1     | 1   | 1   | 1  | 1   |

## Bâtiments et espaces remarquables à Oberstadt
- Théâtre antique de Mayence (fouilles)
- Porte romaine de Mayence (de)
- Moguntia (de) (ancienne usine d'épices déplacée à Kirchbichl)
- Stiftung Lesen, fondation à but éducatif
- Caves Kupferberg (de)
- Aqueduc de Mayence
- Villa Musica sur le Bastion Alexandre (de)
- Cénotaphe de Drusus
- Parc municipal de Mayence (de)
- Am Klostergarten (de) rue s'étendant à l'emplacement de l'ancienne Abbaye Saint-Alban devant Mayence
- Porte principale de la cave de l'ancienne Brasserie Aktien de Mayence (de)
- Citadelle de Mayence
- Cimetière principal de Mayence
- Buste de Peter Cornelius par Hugo Lederer (1930)
- Jardin botanique de Mayence
- Cité Fichteplatz (de)
- Cité sur l'emplacement de la Chartreuse
- La Cité Görz (de) de bâtiments immobiliers et associatifs (dans la partie Zahlbacht près de la clinique de l'Université, le long de l'ancien aqueduc romain). Le commerçant mayençais Adolf Görz (de) (1857-1900) avait légué 300 000 Mark à la ville à des fins caritatives, et ce fut utilisé (1903-1937) pour construire des ensembles d'habitations avec des cours agrémentées de verdure. Cette cité est considérée comme un exemple réussi de Coopérative d'habitation à Mayence. Elle se compose de onze immeubles disposés symétriquement, chacun de trois ou quatre corps de logis, dans un style sobre[4]
- Lutherkirche (de), (1949) première église construite à Mayence après la deuxième guerre mondiale, comme église provisoire par Otto Bartning.

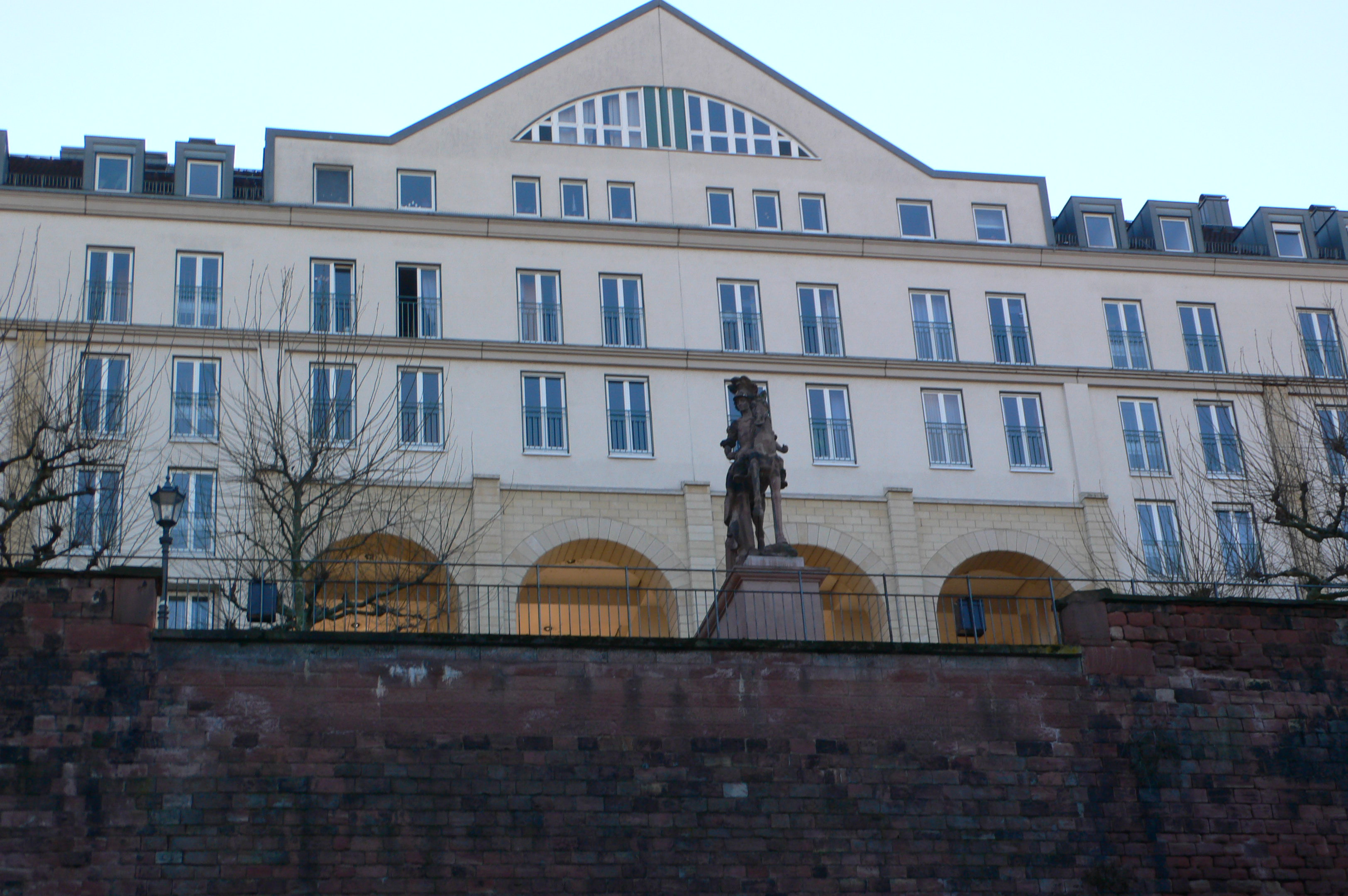
Vue d'en bas du Kästrich
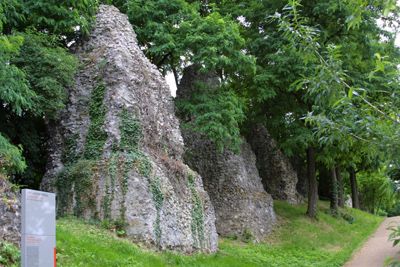
Ruines de l'ancien aqueduc romain : les piliers
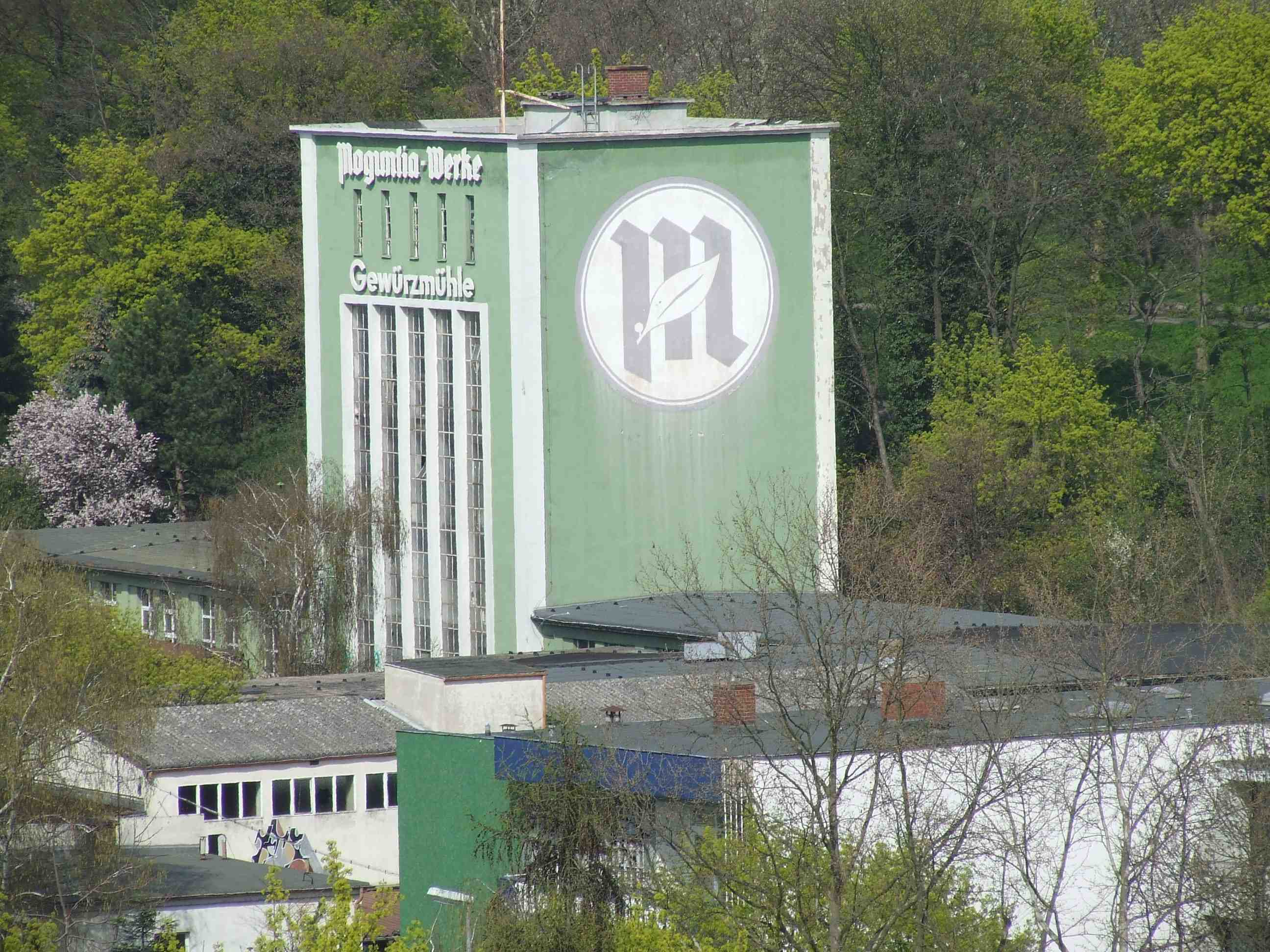
Ancienne usine d'épices à Zahlbach
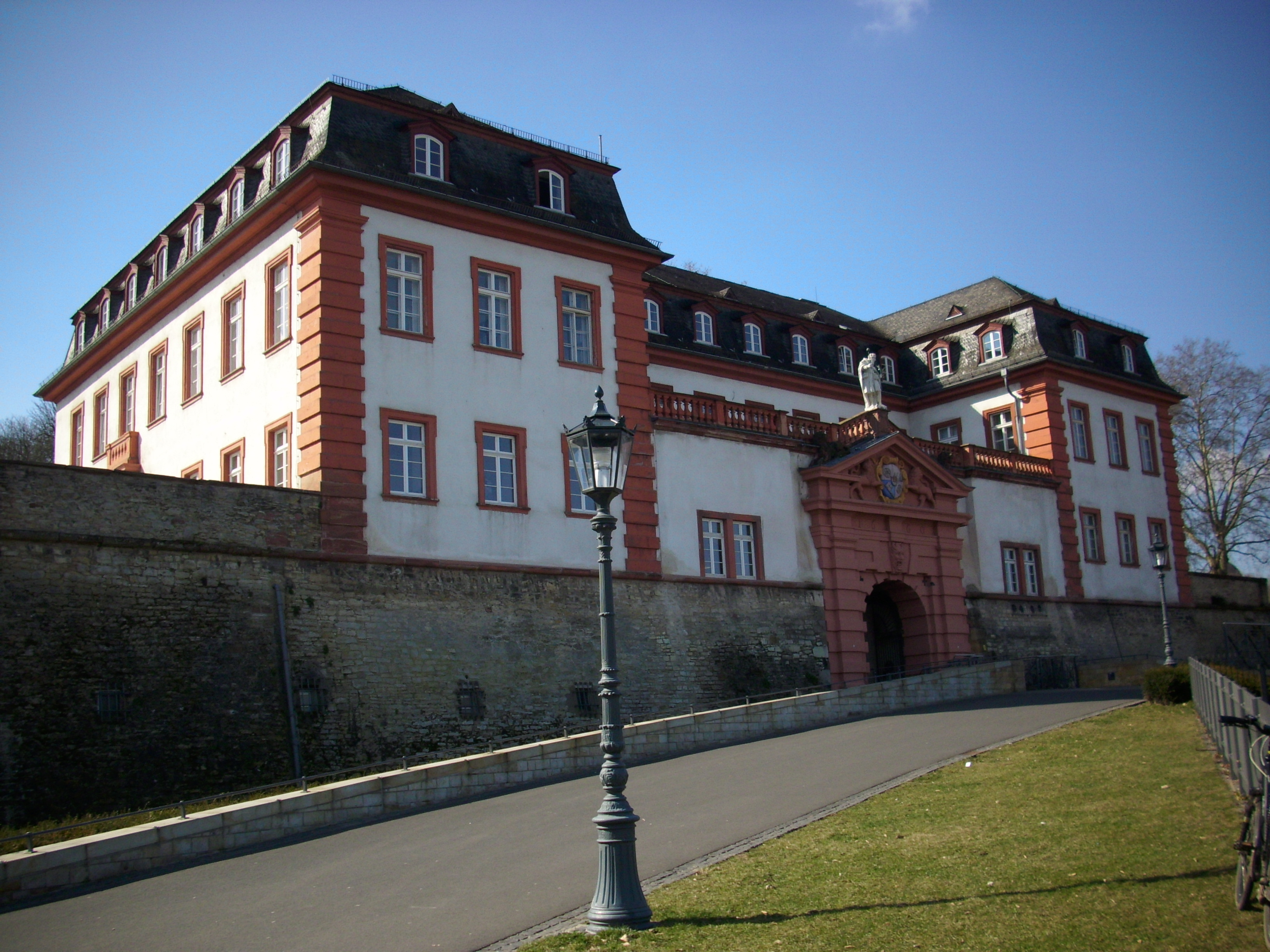
Le bâtiment de l'état-major de la citadelle, un exemple de l'architecture baroque
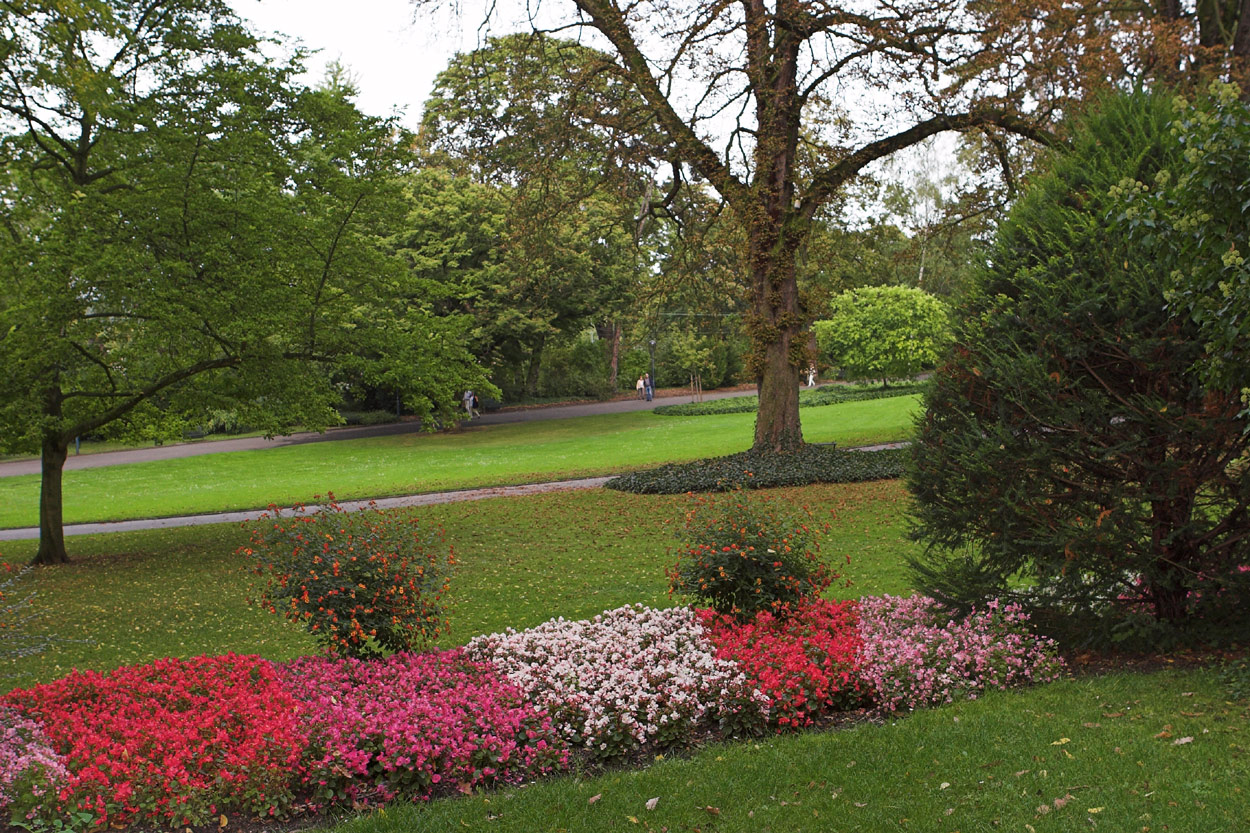
Parc municipal
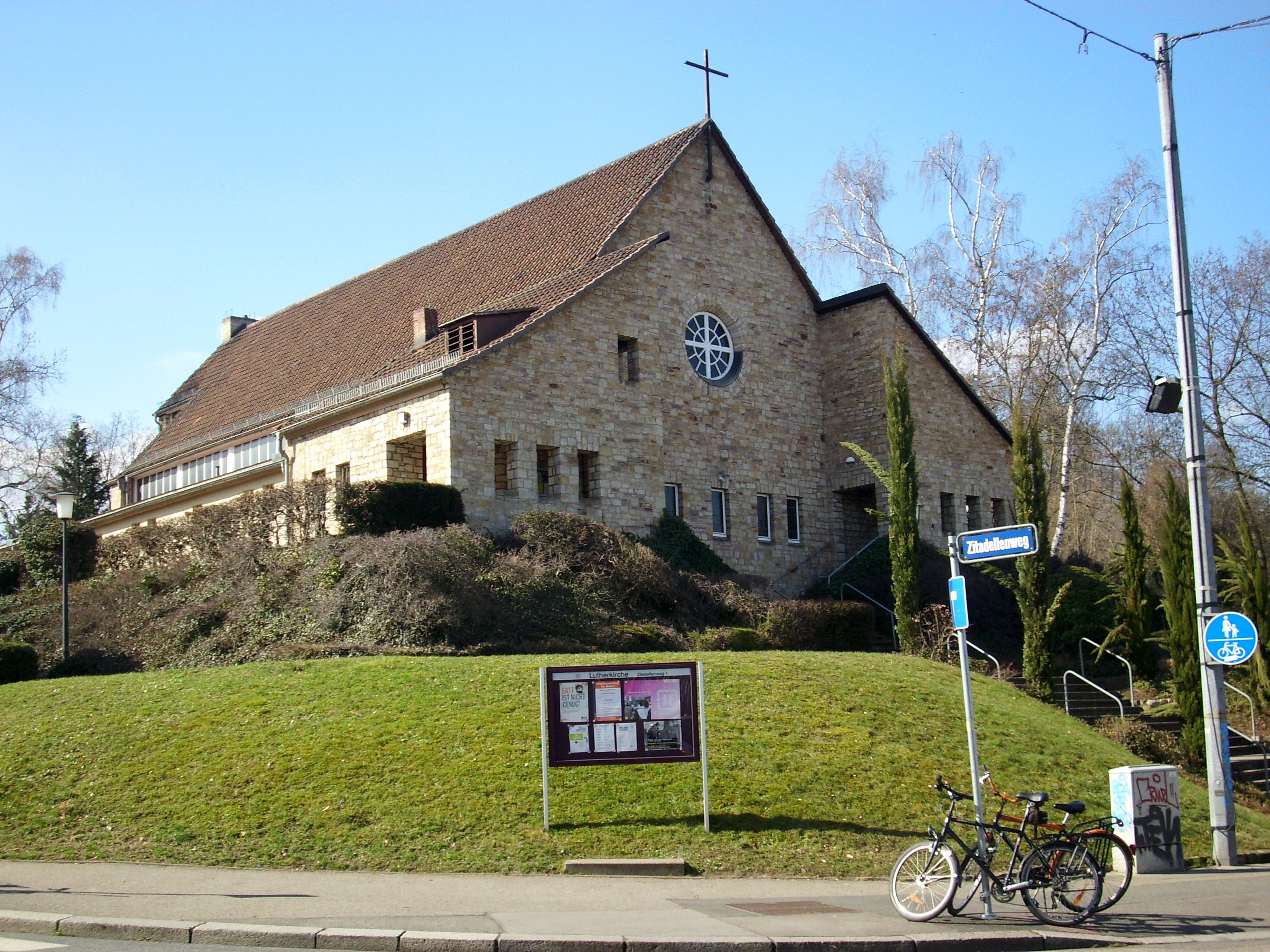
Lutherkirche à côté du théâtre romain

- Voir aussi : Liste des monuments de Mainz-Oberstadt (de)

## Transports
| Lignes de Tram | MVG 50, 51, 52                                                 |
| Lignes de Bus  | MVG 62, 63, 65, 67, 70, 71, 90, 92 MVG/ORN 64, 75 ORN 652, 660 |

## Source de la traduction
- (de) Cet article est partiellement ou en totalité issu de l’article de Wikipédia en allemand intitulé « Mainz-Oberstadt » (voir la liste des auteurs).